# 桑萨克德马尔米耶斯
桑萨克-德马尔米耶斯（法語：Sansac-de-Marmiesse，法語發音：[sɑ̃sak də maʁmjɛs]）是法国康塔尔省的一个市镇，位于该省西部略偏南，属于欧里亚克区。

## 地理
桑萨克-德马尔米耶斯（44°53'1"N, 2°20'52"E）面积14.35 平方千米，位于法国奥弗涅-罗讷-阿尔卑斯大区康塔爾省，该省份为法国中南部省份，位于法國中央高原中心，北起科雷兹省、上盧瓦爾省和多姆山省，西接洛特省和科雷兹省，南至阿韦龙省和洛特省，东临上盧瓦爾省和洛泽尔省。
与桑萨克-德马尔米耶斯接壤的市镇（或旧市镇、城区）包括：罗阿讷圣马里、圣马梅-拉萨尔沃塔、伊特拉克。
桑萨克-德马尔米耶斯的时区为UTC+01:00、UTC+02:00（夏令时）。

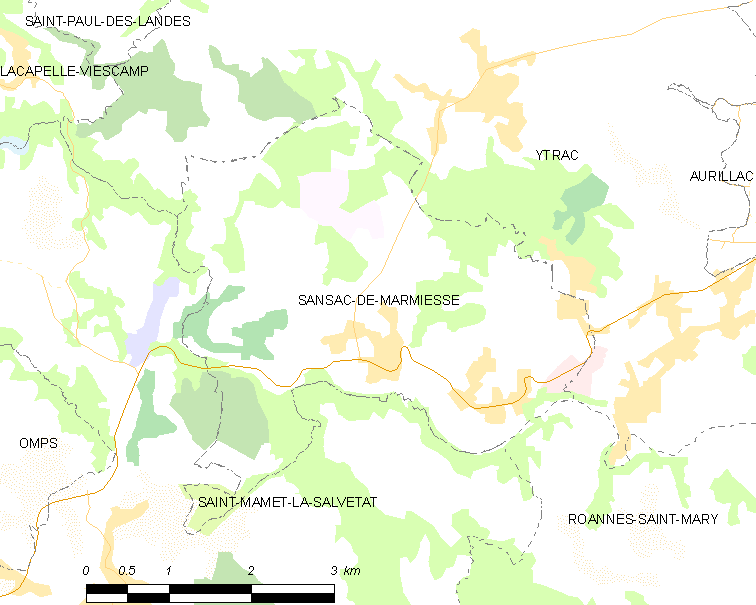
桑萨克-德马尔米耶斯的OSM定位图

## 行政
桑萨克-德马尔米耶斯的邮政编码为15130，INSEE市镇编码为15221。

## 政治
桑萨克-德马尔米耶斯所属的省级选区为莫尔斯县。

## 人口

1962-2008年间桑萨克-德马尔米耶斯人口变化图示

桑萨克-德马尔米耶斯于2022年1月1日时的人口数量为1388人。